# Matford
Matford – francuskie przedsiębiorstwo produkujące samochody. Była to firma-córka założona przez koncern Forda, po przejęciu w 1934 roku zakładów Mathis. Były to przerobione modele Forda V8, które w tym samym czasie były wytwarzane w Niemczech i Anglii. Głównym modelem był Matford Alsace V8. W 1939 roku markę wygaszono, gdy koncern Forda otworzył spółkę Ford Société Anonyme Française.

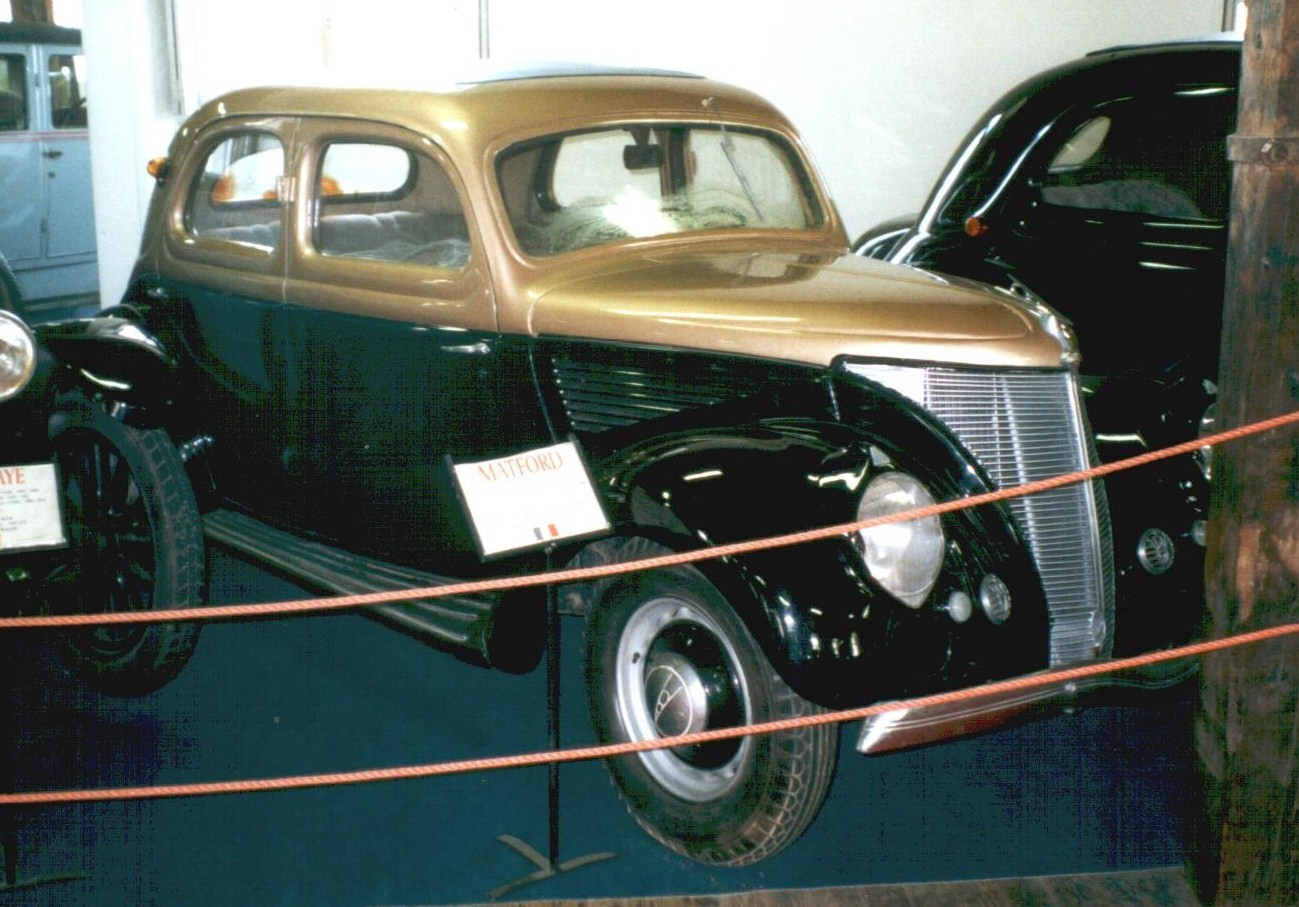
Matford (model 1938)
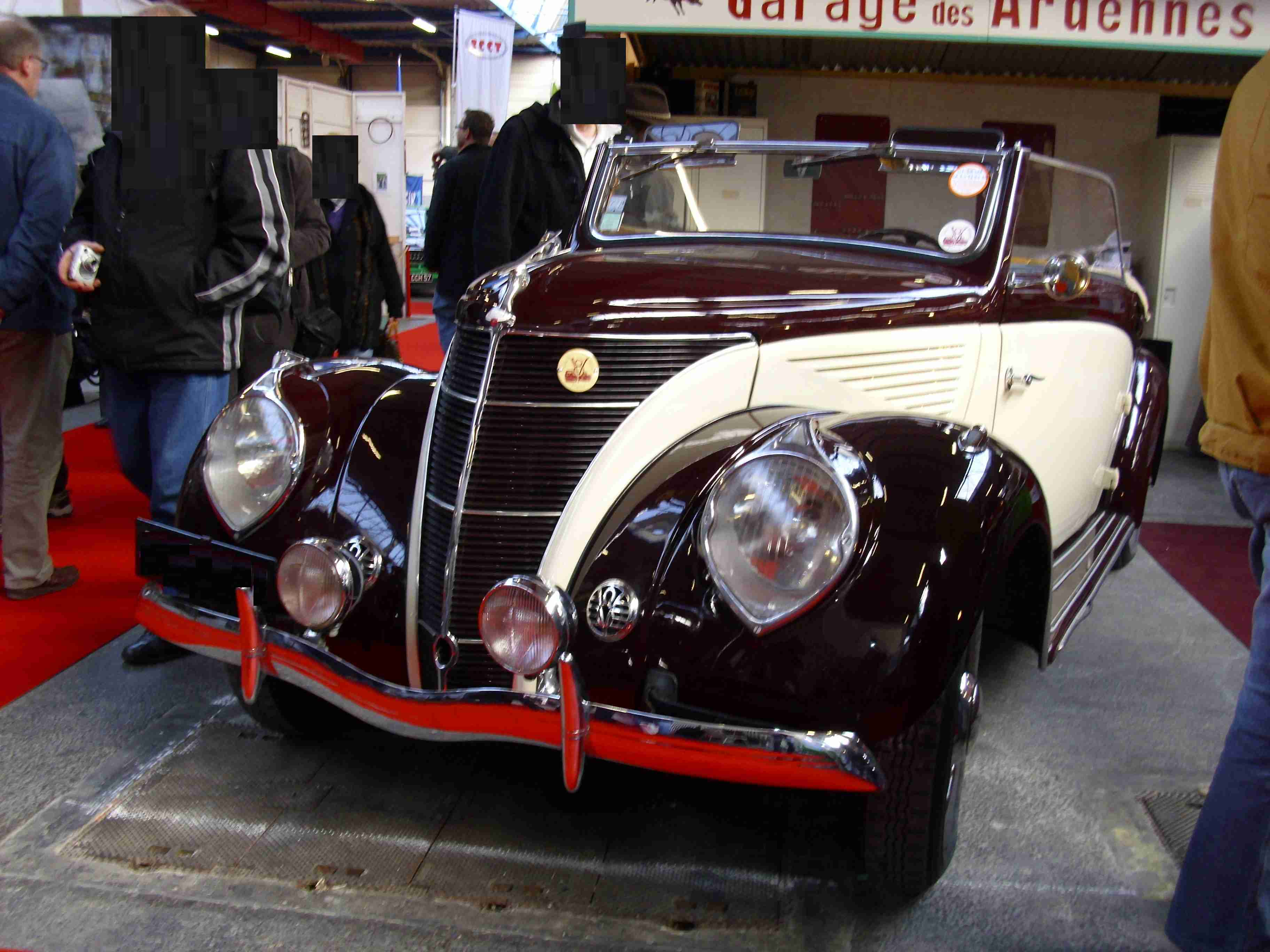
Matford (model 1939)